# Yuta Shitara
Yuta Shitara, född 18 december 1991, är en japansk långdistanslöpare.
Shitara tävlade för Japan vid olympiska sommarspelen 2016 i Rio de Janeiro, där han slutade på 29:e plats på 10 000 meter.